# Polvo simpático

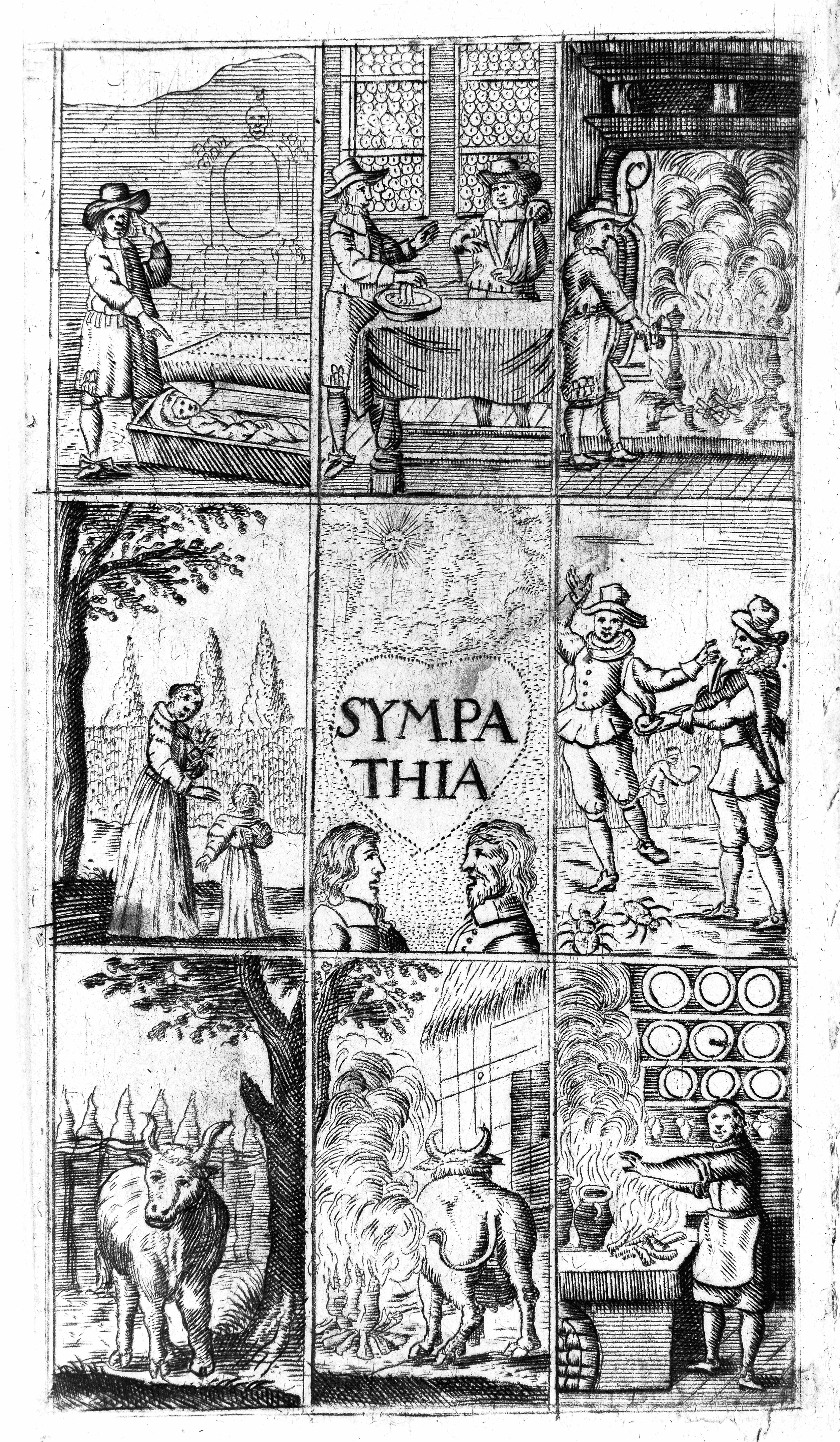
Frontispiece illustration of 'Sympathia'- (Powder of Sympathy) Wellcome

El polvo simpático era una forma de magia empática, frecuente en el siglo XVII en Europa, por la que se aplicaba un remedio al arma que había causado una herida con la esperanza de curar el daño que había producido. 

## Historia
El método fue propuesto por primera vez por el médico alemán Rodolfo Goclenio el Joven (1572-1621), y más tarde fue expandido en Inglaterra y algunos países de Europa por Sir Kenelm Digby. Un resumen de la teoría de Digby se encuentra en el anuncio de una conferencia ante nobles y hombres de letras en Montpellier (Francia), citado por Thomas Pettigrew en su obra "Superstitions Connected with Medicine and Surgery" (Las supersticiones Conectadas con la Medicina y la Cirugía).
La receta del polvo es:
"Tomar seis u ocho onzas de vitriolo romano (sulfato de cobre), pulverizarlo muy fino en un mortero, cernirlo a través de un tamiz fino cuando el sol esté situado en Leo; mantenerlo al calor del sol y secarlo por la noche."
Se especuló con que el polvo también podría ser aplicado para solucionar el problema de la longitud, según la sugerencia de un panfleto anónimo de 1687 titulado "Curious Enquiries" (Consultas Curiosas). El panfleto teorizaba acerca de que un perro herido podría ser embarcado en un navío, dejando una venda del animal desechada en posesión de un cronometrador en tierra, quien entonces metería la venda en el polvo a una hora convenida, causando que la criatura diese un aullido instantáneamente, lo que permitiría al capitán del barco conocer con precisión la hora del puerto. No hay ningún registro sobre la efectividad de este procedimiento, y es improbable que hubiese sido probado alguna vez. Posiblemente, el panfleto pudo ser una forma de sátira.
El polvo simpático también fue denominado ungüento de armas ("una pomada para supuestamente curar una herida, siendo aplicada al arma que la causó"), de acuerdo con el Diccionario de la Lengua inglesa de (1755) de Samuel Johnson.

## En la literatura y los medios de comunicación
- El poeta Samuel Butler se burla del polvo simpático en su obra Hudibras (1663).
- El concepto del polvo simpático aparece en la novela de Umberto Eco titulada La isla del día de antes. En el relato, ambientado en el siglo XVII, el protagonista aprende sobre el uso del polvo, y pronuncia una conferencia acerca del tema en un salón literario, cuando recibe órdenes del Cardenal Mazarino para espiar un viaje secreto de los ingleses al Pacífico, organizado para probar una aplicación desconocida del polvo, destinada a solucionar el problema de la longitud. El método investigado en la novela implicaba a un perro herido con una arma, que sería calentada todos los días al mediodía en Londres. Los hombres en el barco interpretarían el sufrimiento del perro como una respuesta simpática, pudiendo así calcular la diferencia horaria entre el barco y la hora local de Londres.
- En 2010, la serie de la BBC "James May's Man Lab", realizó con tono desenfadado una prueba del método del polvo simpático (entre otros métodos tradicionales) para determinar la longitud geográfica en un barco navegando a través del canal de la Mancha. En vez de herir a un perro con un cuchillo, le hicieron escuchar la popular canción "I Dreamed a Dream", introduciendo posteriormente el CD de la canción en el polvo simpático a las horas convenidas. No está claro que esto surtiera el efecto deseado, puesto que el perro no cesó de ladrar durante toda la travesía.